# XII (BJH)
XII is het twaalfde muziekalbum van Barclay James Harvest (BJH). 

## Inleiding
Na wederom een jaar van opnemen, toeren en rust ging BJH vanaf maart 1979 opnieuw de geluidsstudio van 10cc Strawberry Studios in om onder leiding van (mede)muziekproducent David Rohl een nieuw album op te nemen. Er was echter geen haast geboden want hun vorige studioalbum Gone to earth stond nog in de Duitse albumlijst (en zou dat voorlopige blijven doen). De werktitel was High, maar die titel werd vanwege de connotatie met drugs later losgelaten; het werd de neutrale titel XII, tevens staand voor het twaalfjarig bestaan van BJH. De samenwerking met David Rohl liep niet zo vlot als bij het vorige album; hij moest van zijn eigen platenlabel Chrysalis Records (meer) aandacht besteden aan zijn Mandalaband en Mandalaband II: The eye of Wendor. Dat had tot gevolg dat in de loop van de opnamesessies geluidstechnicus Martin Lawrence werd gepromoveerd tot medeproducent.
Hetzelfde geldt in wezen voor de platenhoes. Opnieuw werd Mal Tootill gevraagd en die kwam met een voorstel in de trant van de vorige albums. BJH zag even niets in het landelijk beeld en schakelde vervolgens Chris Clover in; die kwam met de vlinder (logo van de band), die aan de dampkring van de aarde ontsnapt. Tootill werd bedankt als adviseur. In de vlindervleugels zijn vier portretten van de bandleden zichtbaar.
Een bijzonderheid bij XII zit in het dankwoord. In deze kleine rubriek wordt een dank-je-wel gegeven aan Paul Burgess, drummer van 10cc.

## Musici
- John Lees – zang, gitaar
- Les Holroyd – zang, basgitaar, akoestische gitaar, slaggitaar
- Woolly Wolstenholme – zang, toetsen
- Mel Pritchard – drumstel, percussie

Met
- Mike Timoty – cordovox (een soort accordeon)

## Muziek
| Nr. | Titel                                  | Duur |
| --- | -------------------------------------- | ---- |
| 1.  | Fantasy: Loving is easy (Lees)         | 4:00 |
| 2.  | Berlin (Holroyd)                       | 4:47 |
| 3.  | Classics: A tale of two sixties (Lees) | 3:43 |
| 4.  | Turning in circles (Holroyd)           | 3:30 |
| 5.  | Fact: The closed shop (Lees)           | 3:46 |
| 6.  | In search of England (Wolstenholme)    | 4:12 |

| Nr. | Titel                                        | Duur |
| --- | -------------------------------------------- | ---- |
| 1.  | Sip of wine (Holroyd)                        | 4:22 |
| 2.  | Harbour (for Jill) (Wolstenholme)            | 3:42 |
| 3.  | Science fiction: Nova lepidoptera (Lees)     | 5:45 |
| 4.  | Giving it up (Holroyd)                       | 4:35 |
| 5.  | Fiction: The streets of San Francisco (Lees) | 5:41 |

De titels die door Lees zijn geschreven werden voorafgegaan door stromingen binnen de literatuur. Bij A tale of two sixties ging dat nog verder; het is een verbastering van A tale of two cities van Charles Darwin. The closed shop bracht BJH in conflict met vakbonden voor winkelpersoneel. De titel verwijst niet zozeer naar een gesloten winkel, maar naar een gesloten systeem. Je kon alleen in een winkel werken als je aangesloten was bij een vakbond. De tekst was enigszins onduidelijk want die bonden vatten het op als een strijd van BJH tegen vakbonden; Lees ontkende dat later met dat hij voorstander was van vakbonden, maar dat het doorgeschoten was. Dit overkwam overigens niet alleen BJH. Strawbs met Part of the Union overkwam hetzelfde. Jill bij Harbour was de vrouw van Wolstenholme (hij is blij dat hij na een concertreeks weer in veilige haven is gekomen) en initiator van de BJH_fanclub in die jaren. The streets of San Francisco voert terug op de de gelijknamige televisieserie; Karl Malden wordt in de tekst genoemd.  

## Nasleep
Het album behaalde opnieuw de Engelse en Duitse albumlijsten. Met name de noteringen in die laatste had te lijden onder de blijvende populariteit van Gone to earth dat in totaal 181 weken genoteerd bleef. Het was de band al een keer in mindere mate overkomen. Once again overschaduwde Barclay James Harvest and other short stories. Het album wordt volgens de recensenten op progarchives als een van de hoogtepunten in het oeuvre van de band gezien, dat kwam mede doordat dit het laatste album zou zijn waaraan Wolstenholme zou meewerken. Hij had volgens hemzelf te weinig inbreng en vertrok om pas terug te keren na de breuk tussen Lees en Holroyd. Hij koos daarbij voor Lees.
Het album kreeg ook in de 21e eeuw een hele reeks heruitgaven, waarbij die van Esoteric Recordings (2017) uitgebreid werd tot drie schijfjes met remixen en een 5.1-surround-mix. 